# Sikh-imperiet
Sikh-imperiet, även känt under namnen Sikh Khalsa Raj och Sarkar-i Khalsa, var en statsbildning i Punjab på den indiska halvön, som bildades av sikherna Ranjit Singh år 1799 och upplöstes efter Andra sikhkriget 1849, då Punjab annekterades av britterna.

## Historik
Rikets föregångare var Misl, en lös konfederation som skapades 1716 av de sikhiska garden (Khalsa) som bildats för att försvara sikherna mot det muslimska Mogulrikets förföljelser, och som enades i ett rike under Ranjit Singh efter hans erövring av Lahore 1799. 

## Regentlista
- 1799-1839: Ranjit Singh
- 1839-1839: Kharak Singh, son till Ranjit Singh.
- 1839-1840: Nau Nihal Singh, son till Kharak Singh.
- 1840-1841: Chand Kaur, Kharak Singhs änka, rikets enda kvinnliga monark.
- 1841-1843: Sher Singh, son till Ranjit Singh.
- 1843-1846: Jind Kaur (förmyndarregent för sin son Duleep Singh).
- 1843-1849: Duleep Singh, myndig 1846, son till Ranjit Singh och Jind Kaur.